# ميخائيل دورمير
ميخائيل دورمير (بالإنجليزية: Michael Dormer)‏ هو رسام أمريكي، ولد في 1935 في هوليوود في الولايات المتحدة، وتوفي في 10 سبتمبر 2012.